# 마키노 나리하루
마키노 나리하루(일본어: 牧野成春, 1682년 11월 22일 ~ 1707년 4월 28일)는 시모사 세키야도 번 제2대 번주, 미카와 요시다 번 초대 번주를 지냈다. 나리사다계 마키노가(成貞系牧野家) 제2대 당주.

## 같이 보기
- 가사마번

| 전임 마키노 나리사다 | 제2대 세키야도 번 번주 (미카와 마키노 가문 나리사다 계, 에치고 나가오카 번 분가) 1695년 ~ 1705년 | 후임 구제 시게유키 |

| 전임 구제 시게유키 | 제1대 미카와 요시다 번 번주 (미카와 마키노가) 1705년 ~ 1707년 | 후임 마키노 나리나카 |